# La Possession
La Possession es una comuna francesa situada en el departamento y región de Reunión. 
Los habitantes se llaman Possessionnais y Possessionnaises.

## Situación
La comuna está situada en el noroeste de la isla de Reunión, a 12 km al suroeste de Saint-Denis.

## Demografía
| Gráfica de evolución demográfica de La Possession entre 1961 y 2015 |
|                                                                     |

Fuente: Insee

## Comunas limítrofes
| Noroeste: Le Port    | Norte: Océano Índico | Noreste: Saint-Denis |
| Oeste: Saint-Paul    |                      | Este: Saint-Denis    |
| Suroeste: Saint-Paul | Sur: Saint-Paul      | Sureste: Salazie     |

## Ciudades hermanadas
- Antanifotsy,  Madagascar
- Barakani (villa de Ouangani, Mayotte),  Francia
- Foshan,  China
- Puerto Louis,  Mauricio
- Villeneuve-d'Ascq,  Francia